# Оболенське князівство
Оболенське князівство — одне з удільних князівств Київської землі. Столиця — Оболенськ (тепер село Оболенське Калузької області Російської Федерації). Було одним з Верховських князівств. Утворилося у 2-й половині XIII з Таруського князівства, наприкінці 1360-х років підпало під владу Великого князівства Литовського. У 1494 році приєднано до Великого князівства Московського.

## Історія
Утворилося близько 1270 року після розподілу таруського князівства, що відбулося за смертю князя Юрія Михайловича. Першим оболенським князем став Костянтин Юрійович. Оболенське князівство намагалось зберегти свою незалежність від Литви, що розширила свої володіння на Сіверщину. Після Костянтина Юрійовича правив його син Іван, а потім — онук Костянтин, вбитий великим князем Ольгердом в 1363 році при обороні столиці. У 1368 році Оболенське князівство остаточно визнано зверхність Великого князівства Литовського.
Небажання підпорядкуватися Литві призвело до того, що оболенські князі шукали допомоги у Москві. Сини князя Костянтина Івановича — Іван, Семен та Андрій стали васалами великого князя Московського і Владимирського Дмитра Донського. У 1375 році загони Оболенського князівства брали участь у війні Москви проти великого князівства Тверського, а у 1380 році — битві на Куликовому полі.
Оболенське князівство настільки сильно роздробилося на вотчини (найбільшими з них були Пенінський і Тростенський уділи), а представники численних родин князів Оболенських, завдяки своєму службовому становищу при московському дворі, отримали стільки нових володінь, що саме князівство перестало існувати без його офіційної ліквідації ще до кінця XV ст. Остаточно припинило існування у 1494 році.